# Міста центрального підпорядкування Республіки Китай

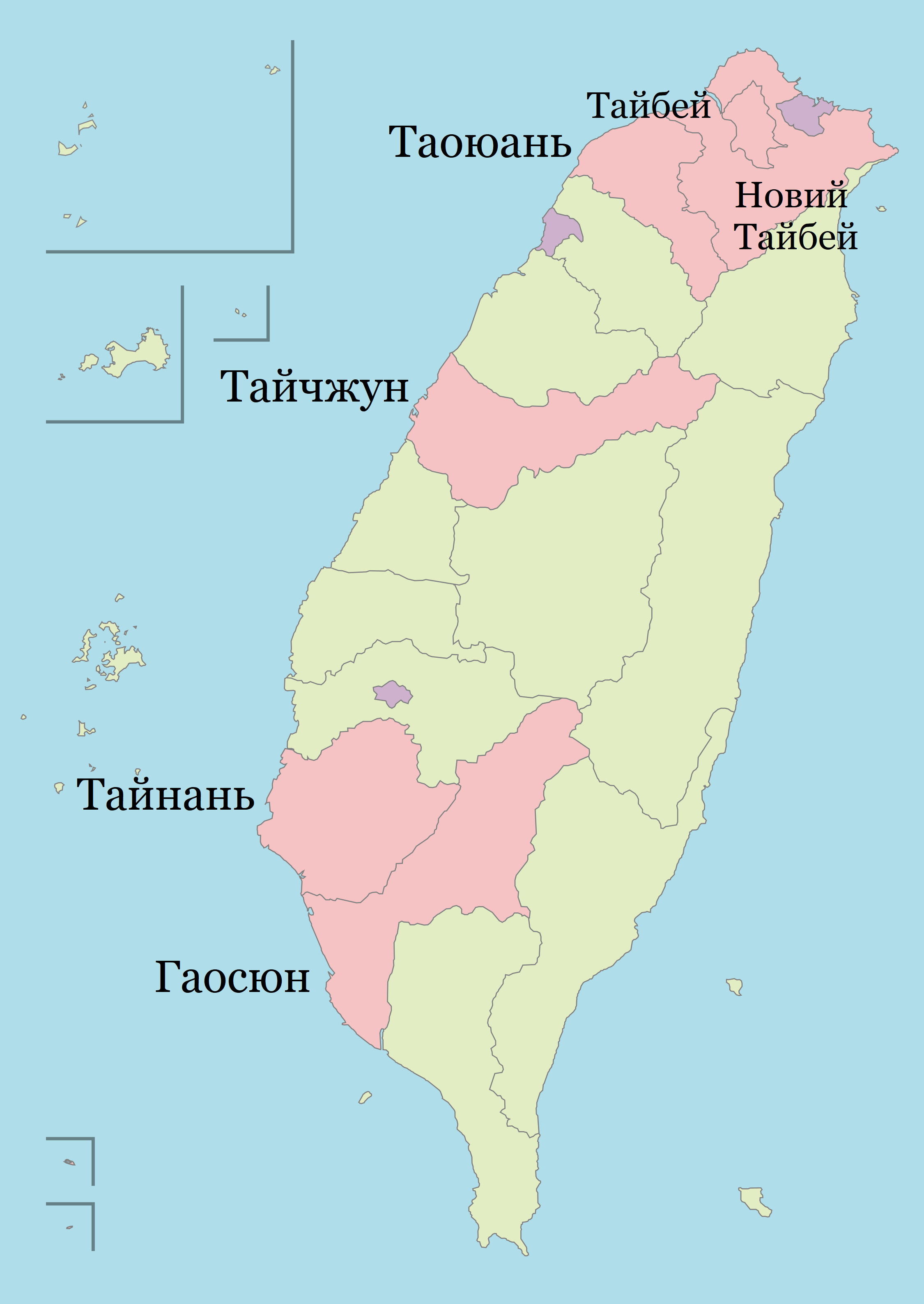
Міста центрального підпорядкування Республіки Китай

Міста центрального підпорядкування (кит. трад.: 直轄市; піньїнь: zhíxiáshì; певедзі: ti̍t-hat-chhī, «спеціальні муніципалітети») — міста Республіки Китай, адміністративні одиниці першого (та другого) рівня, прирівняні у правах до провінцій. У Республіці Китай існує шість міст центрального підпорядкування.

## Список міст
| Назва        | Органи влади            | Органи влади           | Міська рада             | Китайська писемність | Прапор | Площа, км² | Населення, осіб | Дата       |
| Назва        | Уряд                    | Мер                    | Міська рада             | Китайська писемність | Прапор | Площа, км² | Населення, осіб | Дата       |
| ------------ | ----------------------- | ---------------------- | ----------------------- | -------------------- | ------ | ---------- | --------------- | ---------- |
| Гаосюн       | Уряд міста Гаосюн       | Мер міста Гаосюн       | Рада міста Гаосюн       | 高雄市               |        | 2946,2527  | 2 769 072       | 01.01.1979 |
| Новий Тайбей | Уряд міста Новий Тайбей | Мер міста Новий Тайбей | Рада міста Новий Тайбей | 新北市               |        | 2052,5667  | 3 849 492       | 25.12.2010 |
| Тайбей       | Уряд міста Тайбей       | Мер міста Тайбей       | Рада міста Тайбей       | 臺北市，台北市       |        | 271,7997   | 2 622 933       | 01.07.1967 |
| Тайнань      | Уряд міста Тайнань      | Мер міста Тайнань      | Рада міста Тайнань      | 臺南市，台南市       |        | 2191,6531  | 1 873 681       | 25.12.2010 |
| Тайчжун      | Уряд міста Тайчжун      | Мер міста Тайчжун      | Рада міста Тайчжун      | 臺中市，台中市       |        | 2214,8968  | 2 629 323       | 25.12.2010 |
| Таоюань      | Уряд міста Таоюань      | Мер міста Таоюань      | Рада міста Таоюань      | 桃園市               |        | 1220,9540  | 2 092 977       | 25.12.2014 |